# Berscheid
Berscheid (Bierschent en Luxembourgeois) est une municipalité allemande située dans le land de Rhénanie-Palatinat et l'arrondissement d'Eifel-Bitburg-Prüm.